# Friedrich Mauz
Friedrich Robert Mauz (* 1. Mai 1900 in Eßlingen am Neckar; † 7. Juli 1979 in Münster) war ein deutscher Psychiater und Neurologe, zur Zeit des Nationalsozialismus T4-Gutachter sowie Professor für Psychiatrie und Neurologie an mehreren Universitäten.

## Leben
Mauz, Sohn eines Arztes, studierte an der Universität Tübingen Medizin. Seit 1918 war er Mitglied der Studentenverbindung AV Virtembergia Tübingen. Nach dem Ersten Weltkrieg gehörte er dem Tübinger Studentenbataillon an. An der Psychiatrischen Universitätsklinik Tübingen legte er seinen Schwerpunkt auf eine psychiatrische Ausbildung bei Robert Gaupp. Zwischen 1922 und 1923 war er dort wissenschaftliche Hilfskraft und danach bis 1926 Assistenzarzt. In seinem ersten wissenschaftlichen Beitrag befasste er sich mit dem Thema: Über Schizophrene mit pyknischem Körperbau: Ein Beitrag zur klinischen Diagnostik und Prognostik, der 1923 in der Zeitschrift für die gesamte Neurologie und Psychiatrie erschien. Mit diesem Thema promovierte er an der Universität Tübingen 1926 auch zum Dr. med. Mauz folgte 1926 seinem Mentor Ernst Kretschmer an die Universitätsnervenklinik nach Marburg, wo er ab 1927 als Oberarzt tätig war. Seine Habilitation erfolgte 1928 mit der Schrift Die Prognostik der endogenen Psychosen, einer Erweiterung der Konstitutionslehre, die 1930 publiziert wurde.
Mauz gehört zu den wenigen deutschen Psychiatern, die sich bereits in den 1920er Jahren mit der Psychotherapie Schizophrener auseinandersetzten. Er knüpfte dabei an die Konzeption Eugen Bleulers an, wie sie von Robert Eugen Gaupp und Ernst Kretschmer in Tübingen rezipiert wurde. In seiner Habilitationsschrift argumentierte Mauz, dass bei milde verlaufenden Schizophrenien psychotherapeutisch eingegriffen werden könne und bestimmte schizophrene Defekte nach einem akuten Schub nicht zuletzt „durch aktives psychotherapeutisches Vorgehen“ kompensiert werden könnten. Mauz beschäftigte sich zunächst allerdings nicht weiter mit der Psychotherapie Schizophrener. Er griff dieses Thema erst 1948 wieder auf, stieß dabei aber auf Ablehnung durch seine Fachkollegen.
Ab 1928 lehrte er als Privatdozent an der Universität Marburg.

### Zeit des Nationalsozialismus
Mauz unterzeichnete das Bekenntnis der Professoren an den deutschen Universitäten und Hochschulen zu Adolf Hitler im November 1933, noch bevor er 1934 an der Universität Marburg zum außerplanmäßigen Professor berufen wurde. Zudem wurde er Richter am Erbgesundheitsobergericht in Kassel. Mauz, der bereits 1934 der SA als Scharführer angehörte, beantragte am 9. Juni 1937 die Aufnahme in die NSDAP und wurde rückwirkend zum 1. Mai desselben Jahres aufgenommen (Mitgliedsnummer 5.395.304). Des Weiteren gehörte er dem NS-Lehrerbund (NSLB), dem Nationalsozialistischen Deutschen Ärztebund (NSDÄB) und dem Nationalsozialistischen Kulturbund an. Vertretungsweise lehrte Mauz 1936 an der Universität Gießen und ab dem Wintersemester 1937/1938 an der Universität Kiel. Dort soll Mauz jedoch nicht als ordentlicher Professor übernommen worden sein, da man an seiner nationalsozialistischen Einstellung zweifelte. Hintergrund waren Erkenntnisse, dass der Pate seines Sohnes Halbjude und Sozialdemokrat war. Auch fachliche Gesichtspunkte spielten möglicherweise eine Rolle, da er die psychotherapeutische Behandlung bei Psychosen vertrat. Mauz kehrte schließlich 1938 an die Universitätsklinik Marburg zurück.
Mauz wechselte 1939 als Direktor und außerordentlicher Professor an die Universitätsnervenklinik Königsberg, wo er bis 1945 blieb. Ab 1941 war er an der Universität Königsberg ordentlicher Professor und während des Zweiten Weltkrieges Oberfeldarzt und Militärpsychiater des Wehrkreises I in Königsberg. Vom 2. September 1940 bis wahrscheinlich zum 29. Januar 1941 war Mauz externer Gutachter der Aktion T4 und arbeitete an einem Euthanasiegesetz („Gesetz über Sterbehilfe bei unheilbar Kranken“) mit. Der Gesetzentwurf wurde Ende August 1940 fertiggestellt, erlangte aber keine Rechtsgültigkeit.

### Nach Kriegsende
Bald nach Kriegsende wurde Mauz Direktor des Psychiatrischen Krankenhauses Ochsenzoll in Hamburg-Langenhorn. In einem Vermerk der Gesundheitsbehörde hieß es: „Seine Einstellung in Hamburg bedeutet für uns wissenschaftlich und auch ärztlich einen großen Gewinn“. Eine kritische Aufarbeitung der Geschichte dieser tief in das nationalsozialistische „Euthanasie“-Programm verstrickten Anstalt war von diesem Mann indes nicht zu erwarten.
Gegen Mauz wurde wegen seiner T4-Gutachtertätigkeit ermittelt, das Verfahren wurde aber am 24. Mai 1951 eingestellt. Mauz behauptete, die ihm zugesandten Meldebögen nicht bearbeitet und auch nicht an die Aktion-T4-Zentrale zurückgeschickt zu haben. Zumindest habe er in keinem Fall bei einem Patienten eine Euthanasieempfehlung ausgesprochen. Mauz, der auch an einem Gutachtertreffen im Rahmen der Aktion T4 in Berlin teilgenommen hatte, sagte am 10. August 1960 vor der Generalstaatsanwaltschaft Frankfurt am Main Folgendes aus:
„Dies war für mich der Anlaß […] Maßnahmen des damaligen Regimes, denen man gegenübergestellt wurde, nicht auszuweichen, sondern zu retten, was zu retten ist […] Nachdem ich nun wusste, was gespielt wurde, habe ich mich sofort nach meiner Rückkehr nach Königsberg intensiv dafür eingesetzt, der Aktion T4 entgegenzuwirken.“
Tatsächlich war Mauz nach einem Gutachten der DGPPN jedenfalls in 25 Fällen als Gutachter direkt an der Tötung von Patienten beteiligt. Die Kommission unter Leitung von Volker Roelcke fand auch keine Hinweise darauf, dass Mauz – wie von ihm behauptet – nur widerstrebend mitarbeitete oder gar Verfahren verschleppte.
Von 1953 bis zu seiner Emeritierung 1968 war Mauz Direktor der Universitätsnervenklinik in Münster und Professor an der Westfälischen Wilhelms-Universität in Münster. Er gestaltete die Klinik im Sinne seiner psychotherapeutischen Vorstellungen um. Mechanische Fixierungsmittel waren verboten, während Methoden wie Hypnose und Traumanalyse Anwendung fanden. Mauz stand den körperlichen Behandlungsmethoden wie Elektrokrampftherapie oder Insulinschocktherapie skeptisch gegenüber und warnte, die Einführung der Psychopharmaka könnten die psychotherapeutischen Ansätze zunichtemachen.
Er war 1956 Mitglied im Ärztlichen Sachverständigenrat für Fragen der Kriegsopferversorgung des Bundesarbeitsministeriums. Ab 1956 gehörte Mauz der Deutschen Akademie der Naturforscher Leopoldina an. Die 1972 verliehene Ehrenmitgliedschaft der Deutschen Gesellschaft für Psychiatrie und Nervenheilkunde, deren Präsident er 1957/58 gewesen war, wurde ihm 2011 offiziell wieder aberkannt.
Mauz war Vater dreier Kinder, einem Sohn und zwei Töchtern. Sein Sohn Gerhard Mauz (1925–2003) war Gerichtsreporter bei der Zeitschrift Der Spiegel.

## Schriften (Auswahl)
- Psychiatrische Schriften – Münster/Westfalen: Universitätsklinik für Psychiatrie, 1985, Nachdruck
- Der Mensch unserer Zeit in ärztlicher Sicht – Köln: Dt. Ärzte-Verlag, 1956
- Die Veranlagung zu Krampfanfällen – Leipzig: G. Thieme, 1937
- Die Prognostik der endogenen Psychosen – Leipzig: G. Thieme, 1930
- Über Schizophrene mit pyknischem Körperbau – Berlin: Springer, 1923